# El Mensajero Ruso
El Mensajero Ruso (en ruso: Ру́сский ве́стник; antes de la reforma del ruso: Русскій Вѣстникъ, Russkiy Véstnik) fue una revista literaria publicada en Rusia, una de las tres más importantes de dicho país en el siglo XIX.

## Historia
El Mensajero Ruso nació como una publicación monárquica semanal, fundada por Serguéi Glinka y fue publicada en Moscú entre 1808 y 1820, en un primer periodo, y en 1824. Fue financiada por Fiódor Rostopchín.
Entre 1841 y 1844, la revista fue publicada semanalmente en San Petersburgo por Nikolái Gretch y Nikolái Polevói. Entre los autores más importantes que colaboraron en la revista en este periodo se encuentra el historiador, etnógrafo y arqueólogo Iván Sneguiriov.
A finales del siglo XIX, El Mensajero Ruso se convirtió en una de las más influyentes revistas literarias y pasó a publicarse desde 1856 hasta 1887 en Moscú y desde 1887 hasta 1906 de nuevo en San Petersburgo, año en el que, finalmente, dejó de publicarse. En esta tercera etapa de la revista, los fundadores fueron un grupo de autores liberales encabezados por Mijaíl Katkov, el editor principal, Yevgueni Korsh, Piotr Kudriávtsev y Pável Leóntiev. En 1887 la revista fue adquirida por Fiódor Berg y llevada a San Petersburgo, donde se publicó su último número y cesó su publicación debido a problemas económicos.

### Principales novelas
- Mijaíl Saltykov-Shchedrín
  - Gubérnskie ócherki (Reportajes de provincias) (1856–1857)
- Aleksandr Ostrovski
  - V chuzhom pirú pojmelye (Resaca en fiesta ajena) (1856)
- Iván Turguénev
  - En vísperas (1860)
  - Padres e hijos (1862)
  - Humo (1867)
- León Tolstói
  - Felicidad conyugal (1858–1859)
  - Los cosacos (1863)
  - Guerra y paz (1865–1869)
  - Anna Karénina (1875–1877)
- Fiódor Dostoyevski
  - Stepánchikovo y sus habitantes (1859)
  - Crimen y castigo (1866)
  - El Idiota (1868)
  - Los demonios (1871–1872)
  - Los hermanos Karamázov (1879–1880)
- Nikolái Leskov
  - Na nozhaj (Acuchillado ) (1870–1871)
  - Soboriane (Gentes de la Iglesia) (1872)
  - Zapechátlenny ánguel (El ángel sellado) (1873)

- Datos: Q1850566